# Rutiderma cohenae
Rutiderma cohenae är en kräftdjursart som beskrevs av Louis S. Kornicker 1983. Rutiderma cohenae ingår i släktet Rutiderma och familjen Rutidermatidae. Inga underarter finns listade i Catalogue of Life.